# Murciélagos descubiertos en la década del 2000
La siguiente lista contiene las especies de murciélagos descubiertas durante la década del 2000, ordenados por fecha de descubrimiento. También incluye los descubrimientos en 2000 a pesar de que estictament este año no forma parte de la década.

## 2000
Plecotus balensis (2000)
Esta especie fue descubierta en el parque nacional de las Montañas Bale (Etiopía), a una altitud de 2.760 m s. n. m.
Murciélago de hombros amarillos de Mistrató — Sturnira mistratensis (2000)
Una especie descubierta en los Andes occidentales, en Colombia.
Rhinolophus maendeleo (2000)
Descrito a partir de dos especímenes de Tanzania.

## 2001
Myotis annamiticus (2001)
Conocido a partir de una única localidad en Vietnam.
Murciélago de bigotes pequeño — Myotis alcathoe (2001)
Esta especie vive en Grecia, Hungría y Francia.
Carollia colombiana (2001)
Esta especie se conoce únicamente de la Cordillera Central de Colombia.
Murciélago de dos rayas colombiano — Saccopteryx antioquensis (2001)
Una especie descubierta en la Cordillera Central del norte de Colombia.
Murciélago de nariz tubular tenaz — Paranyctimene tenax (2001)
Este murciélago frugívoro fue descrito en el 2001 a partir de un espécimen de Papúa Nueva Guinea, siete de Vogelkop (Indonesia) y uno de Waigeo (Indonesia). Se caracteriza para tener los colmillos largos y se distingue de su congénere simpàtric P. raptor por ser más grande y tener una constitución más robusta.
Glauconycteris curryae (2001)
Este nuevo murciélago mariposa de Camerún y la República Democrática del Congo se diferencia de las otras especies africanas de su género en la medida, la forma del cráneo, el color del pelaje y la carencia de manchas. Los autores lo describieron originalmente como G. curryi, pero en un momento posterior del mismo año corrigieron el nombre por G. curryae.

## 2002
Nyctophilus nebulosus (2002)
Esta especie sólo se conoce en el área de Nouméa (Nueva Caledonia) y su descriptor la considera vulnerable.
Carollia sowelli (2002)
El ámbito de distribución de esta especie se extiende desde San Luis Potosí (México) hasta el oeste de Panamá.
Micronycteris matses (2002)
Conocido en una única localidad de Perú.
Rhinolophus sakejiensis (2002)
Una especie descubierta en Zambia.
Zorro volador de Nueva Georgia — Pteralopex taki (2002)
Una especie de las islas de Nueva Georgia y Vangunu (Salomón) que, según su descriptor, está en peligro crítico de extinción.
Plecotus sardus (2002)
Este murciélago se caracteriza por tener un tragus grande, el pelaje dorsal marrón y el pulgar y la uña del pulgar grandes, así como por la forma del pene y el hueso peneano.
Rhinolophus ziama (2002)
Pertenece al grupo R. maclaudi. Este murciélago de herradura es conocido a partir de un puñado de especímenes encontrados en el bosque clasificado de Ziama, al sudeste de Guinea. También ha sido observado en Liberia.
Zorro volador de la isla Moa — Pteropus banakrisi (2002)
Fue descrita como la especie más pequeña de Pteropus de Australia, pero en 2004 Helgen descubrió que los especímenes en que se basaba P. banakrisi eran en realidad individuos juveniles de zorro volador negro (P. alecto). El nombre banakrisi, por tanto, se convirtió en un sinónimo.

## 2003
Murciélago frugívoro de Lore Lindu — Rousettus linduensis (2003)
Una nueva especie descubierta en el parque nacional de Lore Lindu, en el centro de Sulawesi (Indonesia).
Hipposideros scutinares (2003)
Un filostomido grande de Laos y Vietnam, con una longitud del antebrazo de 77,9–82,7 mm y la longitud condilobasal de 26,5–27,9 mm. Es intermedio entre sus dos parientes más cercanos, de los cuales se diferencia por una serie de caracteres corporales y craneales.

## 2004
Murciélago de charretera de Ansell — Epomophorus anselli (2004)
Este nuevo murciélago frugívoro fue descubierto en dos colecciones de murciélagos de Malawi. Tiene una medida intermedia entre la de Pomophorus crypturus labiatus y la de @E. crypturus, ambas especies simpátricas. Tiene las alas relativamente anchas y la membrana caudal estrecha. En las hembras, la quinta cresta palatal se encuentra parcialmente situada entre las primeras molares superiores.
Chaerephon jobimena (2004)
Esta especie fue capturada en el norte de Madagascar y existe en dos colores, una rojiza y una marrón chocolate.
Kerivoula kachinensis (2004)
Este murciélago fue encontrado en los bosques del norte de Myanmar. Se caracteriza por una combinación de su gran medida (superior a la de la mayoría de las otras especies asiáticas de Kerivoula) y su cráneo plano distintivo.
Pipistrellus hanaki (2004)
Este nuevo murciélago de Libia se diferencia de sus parientes más cercanos (P. pipistrellus y P. pygmaeus) por el número de cromosomas, el cráneo y los dientes más grandes y otras características.
Lonchophylla chocoana (2004)
Una nueva especie que hasta ahora sólo se ha encontrado en el noroeste de Ecuador y el suroeste de Colombia.
Lophostoma yasuni (2004)
Una nueva especie conocida únicamente en la localidad tipo, el parque nacional Yasuní (Ecuador).
Lophostoma aequatorialis (2004)
Una nueva especie de la costa pacífica noroeste de Ecuador (provincias de Esmeraldas, Los Ríos y Pichincha).
Carollia manu (2004)
Una nueva especie del sudeste de Perú y el norte de Bolivia.

## 2005
Anoura fistulata (2005)
Esta nueva especie vive a las selvas nebulosas de montano de la región andina del norte de Ecuador, así como en las vertientes de la Cordillera de Cóndor y la Cordillera de Cutucú, al sur de Ecuador, y en las elevaciones de entre 1.300 y 1.890 m s. n. m. al este y entre 2.000 y 2.275 m s. n. m. al oeste.
Xeronycteris vieirai (2005)
Un nuevo género y una nueva especie de la tribu Lonchophyllini, subfamilia Glossophaginae (Chiroptera: Phyllostomidae) fueron descritos basándose en el análisis de cuatro especímenes encontrados en tres localidades diferentes de una zona semiárida del noreste de Brasil.
Zorro volador de Flannery — Pteralopex flanneryi (2005)
Se trata de la especie de Pteralopex más grande conocida y vive en el noroeste de las Islas Salomón, en Bougainville, Buka, Choiseul e Santa Isabel, así como en algunos islotes cercanos. Sus antebrazos miden 159 mm o más y presenta una longitud craneal condilobasal de 71 mm o más. Tiene el pelaje negro con, a veces, algunas manchitas más claras en el pecho.
Rhinolophus chiewkweeae (2005)
Una nueva especie del grupo R. pearsoni que vive en un bosque dipterocarpo de la Malasia peninsular.
Lonchophylla orcesi (2005)
Una especie de la región ecuatoriana de Chocó.
Myotis dieteri (2005)
Una especie de Myotis muy pequeña de la región subsahariana, con una longitud del antebrazo de 37 mm y el pelo marrón en el lomo y gris en el vientre.